# Calafat
Calafat es una ciudad con estatus de municipiu de Rumania en el distrito de Dolj.

## Historia
La primera certificación documental conservada, en referencia a Calafat, data de 1424: la Aduana de Calafat, que en los siglos XV-XVI se convirtió en el punto de tránsito más importante para el comercio del país rumano con la Península Balcánica. Otra prueba documental data de la época de Basarab el Joven - Țepeluș (noviembre de 1477 - septiembre de 1478). El 3 de abril de 1480, fortaleció Tismana, donde Matei era abad, las costumbres de Calafat con la feria, así como otras costumbres y estanques. Desde el 30 de abril de 1502 data otra escritura, dada por Radu el Grande (1495-1508), que fortalece a Tismana, cuyo abad era Ioanichie, "las costumbres de Calafat, ser de ocina y ohab y tomar el Calafat ". También desde los primeros años del siglo XVI, hay otras dos obras principescas que fortalecieron el monasterio de Tismana, las costumbres de Calafat. El 26 de junio de 1508, Mihnea I the Bad fortaleció las costumbres de Calafat, que había pertenecido a Tismana desde los antiguos señores, y el 1 de mayo de 1510, en Târgoviște, Vlad el Joven se lo entregó al hieromonarca Ioanichie y a los monjes de Tismana.

## Geografía
Se encuentra a una altitud de 54 m s. n. m. a 316 km de la capital, Bucarest.

## Demografía
Según estimación 2012 contaba con una población de 17 792 habitantes.
| 1948  | 1956  | 1966  | 1977   | 1992   | 2002   | 2012   |
| 8 251 | 8 069 | 9 483 | 15 568 | 20 445 | 18 858 | 17 792 |